# Melisa Moses
Melisa Moses (Jacksonville, 28 de febrero de 1972) es una deportista estadounidense que compitió en saltos de trampolín. Ganó una medalla de plata en los Juegos Panamericanos de 1995, en la prueba individual.

## Palmarés internacional
| Juegos Panamericanos | Juegos Panamericanos      | Juegos Panamericanos | Juegos Panamericanos |
| Año                  | Lugar                     | Medalla              | Prueba               |
| -------------------- | ------------------------- | -------------------- | -------------------- |
| 1995                 | Mar del Plata (Argentina) | Medalla de plata     | Trampolín 3 m        |